# Махачек, Ян
Ян Махачек (чеш. Jan Macháček, родился 15 февраля 1972 в Праге) — чешский регбист, игравший на позициях фланкера, восьмого и замка. Один из немногих регбистов Чехии, игравших в профессиональных клубах за границей. Считается наравне с Мартином Ягром одним из наиболее известных чешских регбистов.

## Биография
Ян занимался хоккеем на льду с 5 до 12 лет и дзюдо с 12 до 15 лет, но позже занялся регби, последовав примеру своего отца Душана. Он дебютировал в составе пражской «Славии», за которую выступал до 1994 года. В 1995 году он уехал за границу, выступал некоторое время за новозеландский «Данидин Пайрэтс». С 1996 года — в профессиональном регби, выступал за такие команды, как валлийские «Ньюпорт» и «Понтиприт», английский «Сейл Шаркс» и французский «Монферран» (тогда так назывался «Клермон Овернь»). В сезоне 1998/1999 в составе «Сейл Шаркс» сыграл 11 матчей, набрал 20 очков благодаря четырём попыткам. В 2001 году в составе «Монферрана» вышел в финал чемпионата Франции в дивизионе Д1 (Топ-14), где проиграл «Тулузе» 34:22. В 2004 году вернулся в Чехию, где доигрывал уже в любительских клубах. В 2010 году завершил игровую карьеру, выиграв с пражской «Славией» чемпионат страны.
За свою карьеру провёл два матча за престижный международный клуб звёзд «Барбарианс» против клуба «Лестер Тайгерс», в 1998 году играл в аналогичной международной команде «Самурайз» в Кении. За сборную Чехии сыграл 55 матчей, набрав 5 очков — дебютную игру провёл 5 июня 1993 года в Уппсале против Швеции. 16 декабря 2009 года в Праге провёл последнюю игру в карьере за сборную Чехии против Гонконга (победа 17:5). Был капитаном чешской сборной. Как выдающийся игрок, пять раз получал приз лучшего регбиста Чехии в 1994, 1996, 1998, 2000 и 2001 годах
Махачек окончил Карлов университет (математическо-физический факультет), в настоящее время занимает должность исполнительного директора и владеет компанией Infonia s.r.o., работающей в области веб-дизайна. В 1996 году он получил тренерскую лицензию категории B, в 2013 году получил тренерскую лицензию III степени, утверждённую FIRA и AER. С 2003 года на тренерской работе: был помощником тренеров сборной Чехии в 2003—2008 годах, с 2004 по 2013 годы занимал разные должности в пражской «Славии», будучи тренером основного и молодёжного составов команды. Ныне также является регбийным тренером в академии Ива Перро. Действующий президент пражского регбийного клуба «Олимп».